# Atherom

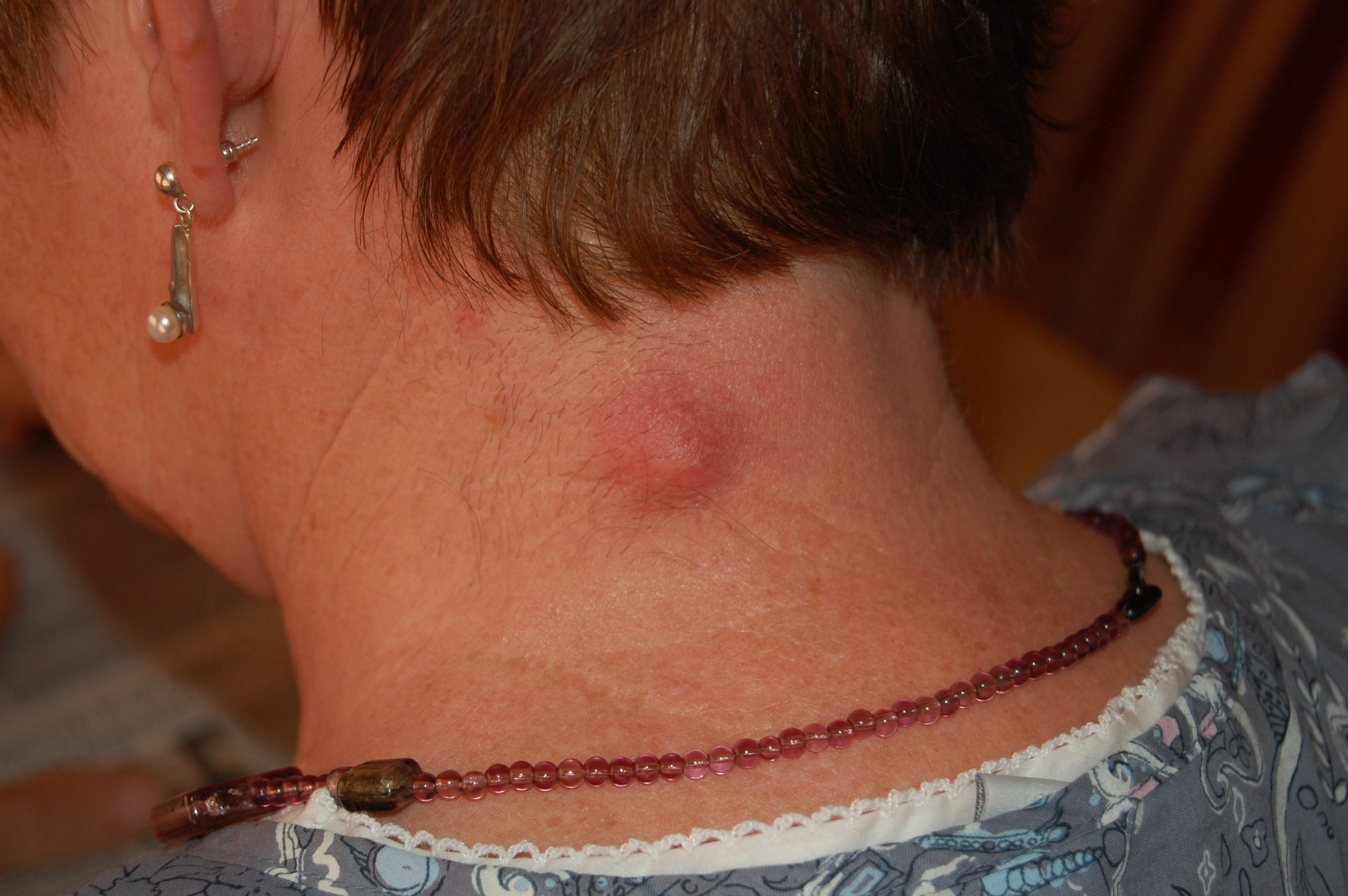
Atherom

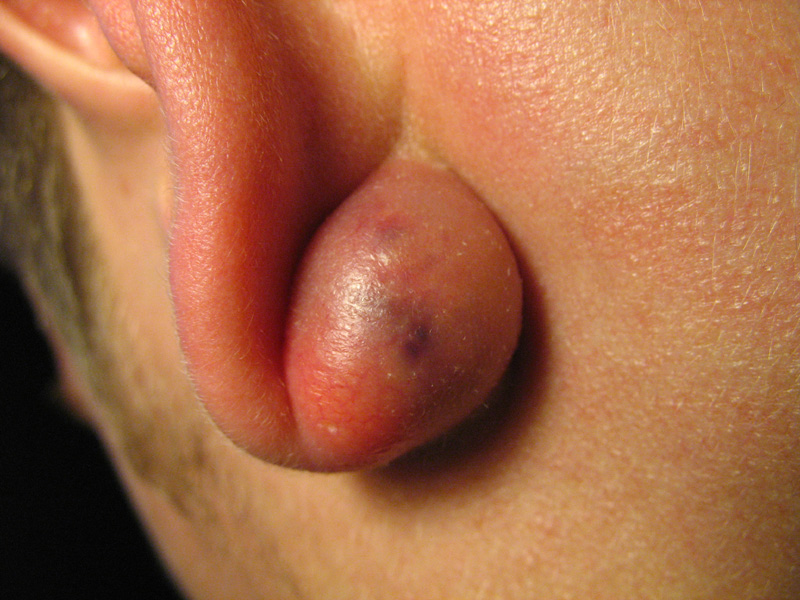
Akut entzündetes Atherom

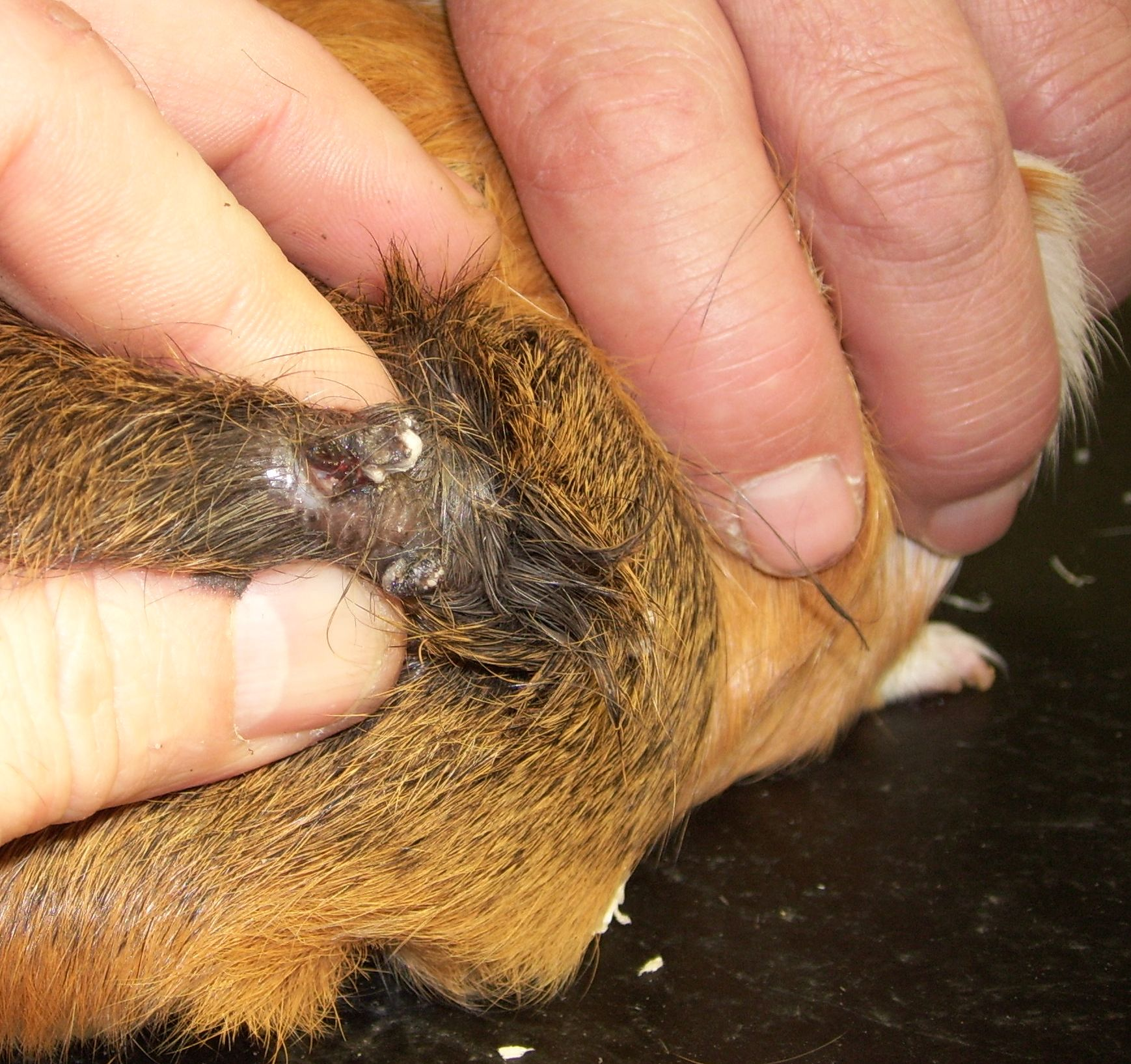
Atherom bei einem Meerschweinchen

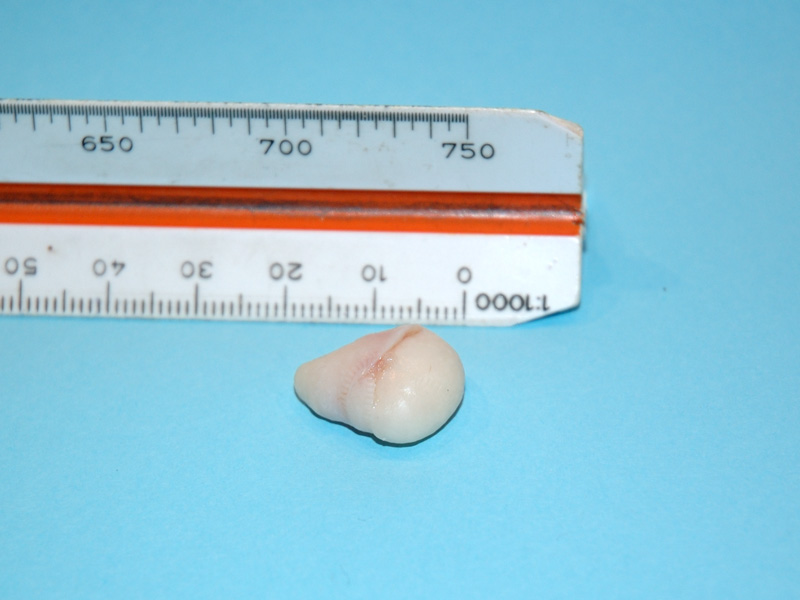
Atherom nach Entfernung

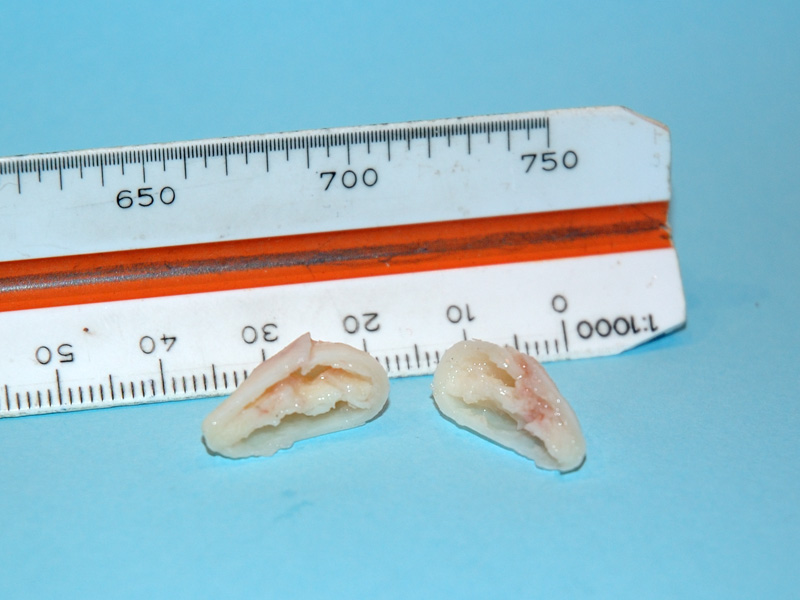
Atherom, aufgeschnitten

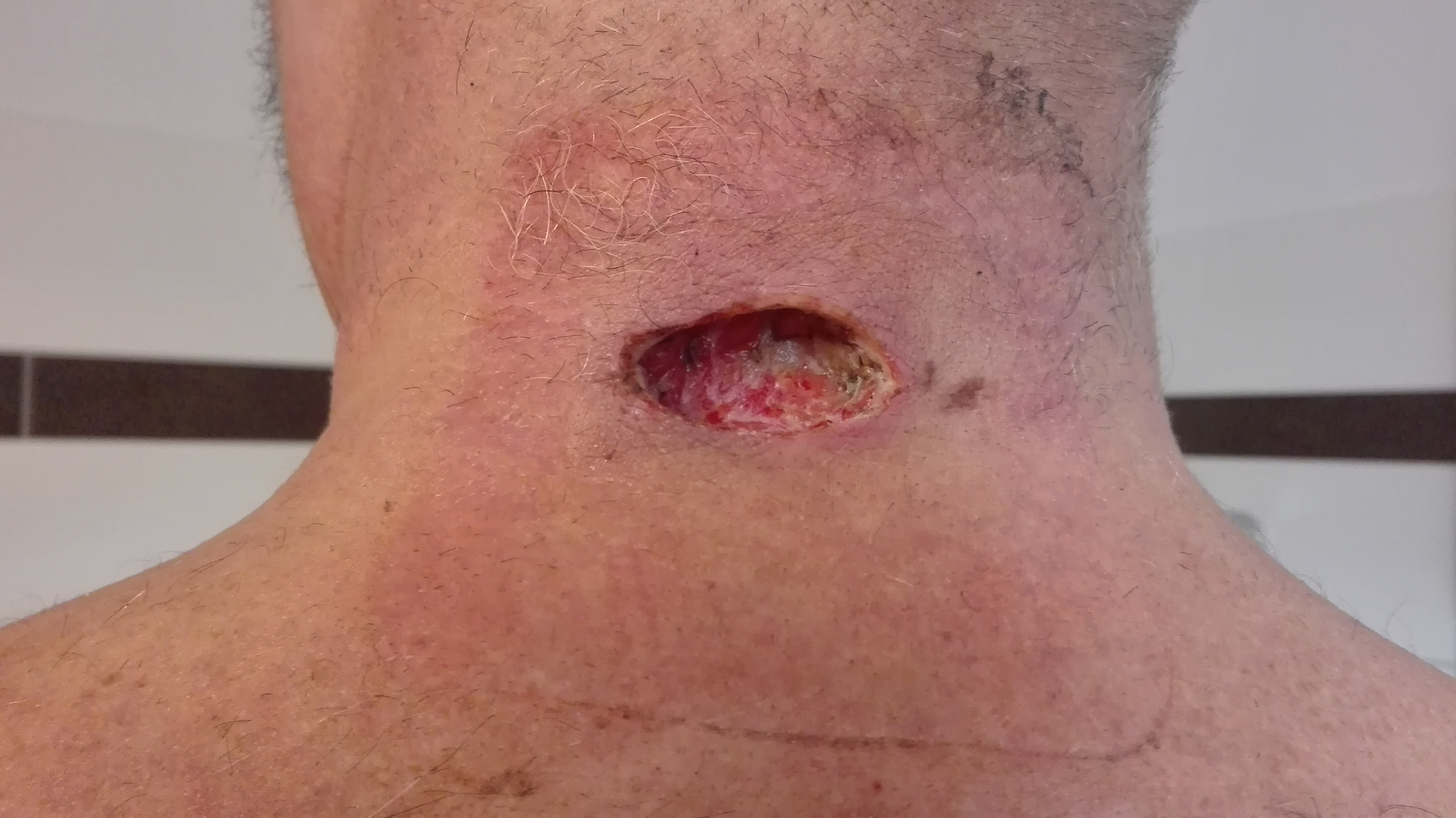
Operativ entferntes Atherom

Ein Atherom (im attischen Griechisch für „Weizengrütze“) oder eine Trichilemmalzyste (Synonyme Tricholemmalzyste, Talgdrüsenretentionszyste), auf Deutsch Talgzyste, ist eine stecknadelkopf- bis hühnereigroße, selten bis apfelgroße, gutartige Zyste im Unterhautzellgewebe. Im Volksmund werden diese Zysten auch als Grützbeutel, Balggeschwulst oder Grießknoten bezeichnet.

## Entstehung
Atherome entstehen meist infolge einer Verstopfung des Ausführungsganges für das Talgdrüsensekret. Sie bestehen aus Fetttropfen, Fettkristallen und Epidermiszellen. Atherome befinden sich einzeln oder zahlreich meist am behaarten Kopf, in Gesicht und Nacken, zwischen Bauch und Hals, aber auch an anderen Stellen (z. B. im Intimbereich und der Brust).
Es werden echte und falsche Atherome unterschieden. Echte Atherome sind Epidermoidzysten, bestehen aus embryonal verstreuten Epidermis- oder Drüsenzellen, besitzen keine Öffnung und befinden sich meist auf der behaarten Kopfhaut, an der Stirn oder um das Auge. Falsche Atherome sind Talgretentionszysten, bestehen also aus gestautem Drüsensekret der Haartalgdrüsen, besitzen eine Öffnung und sind meist an Gesicht, Hals, Brust, Rücken und Skrotum zu finden.
Histologisch wird unterschieden zwischen Atheromen (epidermalen Inklusionszysten), welche von verstrauten Zellen der Epidermis ausgehen, und Trichilemmalzysten (Pilarzysten), welche von Zellen der Haarwurzelscheide ausgehen.

## Therapie
Es treten nur Beschwerden auf, wenn sich das Atherom entzündet oder eitrig infiziert; es wird dann chirurgisch entfernt. Die Entfernung eines infizierten Atheroms ist problematisch, da die Gefahr besteht, dass sich die Bakterien bei der Operation im Körper verteilen. Zunächst muss der Inhalt des Atheroms entfernt werden. Danach kann sich der Sack zwar wieder mit Fett anfüllen und an der operierten Stelle eine neue Zyste entstehen, dies ist jedoch häufig nicht der Fall. Die vollständige Entfernung kann bei erneuter Anschwellung und vor Infizierung erfolgen, oder nach Infizierung unter Narkose.
Atherome können unterschiedlich schnell größer werden. Sie werden bei Entzündung, rascher Größenzunahme, vorbeugend oder aus kosmetischen Gründen operativ entfernt, meist in örtlicher Betäubung.